# Berastegi
Berastegi és un municipi de Guipúscoa, al País Basc.

## Topònim
En eusquera el sufix -(t)egi (es pronuncia -tegui) denota casa de, lloc de, quan acompanya noms propis, sobrenoms o professions. La paraula tegi per si sola significa, a més, magatzem o estable. La qüestió és saber en el cas de Berastegi el significat del primer terme del nom. Alguns prestigiosos filòlegs com Koldo Mitxelena o Julio Caro Baroja i altres de contemporanis com Mikel Belasko o Patxi Salaberri són de l'opinió que el nom de Berastegi (i d'altres localitats com Barasoain o Beasain) està lligat amb el nom basc medieval Beraxa, àmpliament documentat, sent per tant Berastegi un antropònim.
Koldo Mitxelena citava a més l'exemple d'un document medieval en el qual apareixia una persona de Berastegi que es deia precisament Beraxa. Mitxelena anava més lluny i pensava que aquest nom estava relacionat amb la paraula basca beratz que en euskera significa tou, segons aquesta hipòtesi beraxa o beratza significaria el tou, el fluix i seria una espècie de malnom. Berastegi significaria casa de Beraxa. Altres filòlegs com Jean-Paul Orpustan, per exemple, són més partidaris de relacionar el nom de Berastegi amb una altra accepció que té la paraula beratz en alguns dialectes bascos com herbal. No és una hipòtesi forassenyada, ja que un herbal casa bastant bé amb la descripció de la vall en el qual s'assenta Berastegi.
Basant-se en aquesta teoria es donen etimologies com casa de l'herbal, lloc d'herbes o descripcions similars. Jean Paul Orpustan proposava a més d'aquesta possible etimologia una altra possibilitat, que el nom derivés d'aberats, que significa ric en eusquera; i això significaria casa del ric. Berastegi apareix esmentat per primera vegada en el segle xi com una de les valls que formen el bisbat de Pamplona. S'ha estat escrivint Berástegui (o Berastegui) fins a finals del segle xx. Berastegui fou la denominació oficial fins que el 1984 l'Ajuntament va adoptar la denominació oficial de Berastegi, que és una adaptació a l'ortografia moderna basca. En 1996 va ser publicat al BOE i és des de llavors la denominació oficial del municipi amb caràcter general. El gentilici és berastegiarra, tot i que col·loquialment se sol dir beastiarra.

## Eleccions municipals 2007
Tres partits van competir per obtenir l'alcaldia d'aquest municipi; EA, EAE-ANV i PP. Els resultats van ser els següents: 
- Eusko Alkartasuna: 320 vots (5 escons)
- Eusko Abertzale Ekintza: 237 vots (4 escons)
- Partit Popular: 4 vots (0 escons)

Aquests resultats van donar com a vencedor a l'actual alcalde del municipi, Miguel Aguirrezabala Olaetxea, per part d'Eusko Alkartasuna. Per la seva banda, l'esquerra abertzale va assolir un escó menys que la formació vencedora, mentre que el Partit Popular no va assolir representació a l'Ajuntament, ja que no va arribar al percentatge mínim per a aconseguir escó, en obtenir solament quatre vots.

## Economia
Es tracta d'un municipi de tradició agrícola-ramadera. En el barri d'Eldua hi ha una important fàbrica paperera, pertanyent a l'empresa sueca Munksjö Paper  Arxivat 2008-05-17 a Wayback Machine. que fabrica paper de decoració. La fàbrica té 167 treballadors en plantilla i és un dels principals centres de treball de la zona. Es tracta de l'única indústria radicada en el municipi.